# Dennis van Eersel
Dennis van Eersel (Schiedam, 3 mei 1984) is een Nederlandse sportjournalist. Van Eersel is de vaste Feyenoord-watcher van RTV Rijnmond en doet doorgaans ook het radioverslag tijdens wedstrijden van de club.

## Carrière
Van Eersel wist al op jonge leeftijd dat hij in de journalistiek wilde werken. Tijdens zijn opleiding aan Hogeschool Inholland werkte hij zes jaar als radiopresentator bij de lokale omroep Radio Schiedam. In 2006 begon hij bij RTV Rijnmond. Bij de regionale omroep bekleedde Van Eersel tal van functies: nieuwslezer, bureauredacteur, internetredacteur, nieuws- en sportverslaggever. Sinds 2012 volgt hij Feyenoord voor radio en televisie en is hij verantwoordelijk voor het Social Media beleid van RTV Rijnmond Sport.
Het wedstrijdcommentaar van Van Eersel en zijn collega Sinclair Bischop staat bekend om de emotionele uitbarstingen bij doelpunten en andere belangrijke gebeurtenissen. In 2017 ontvingen Van Eersel en Bischop de Theo Koomen-award voor hun commentaar bij de kampioenswedstrijd Feyenoord - Heracles Almelo. In januari 2019 werd het duo uitgenodigd bij De Wereld Draait Door naar aanleiding van hun commentaar bij de wedstrijd Feyenoord - Ajax, die door Feyenoord met 6-2 werd gewonnen.

## Privéleven
Van Eersel is getrouwd en heeft twee kinderen. Naast voetbal interesseert hij zich ook voor het Eurovisie Songfestival en doet hij hiervan verslag voor de Australische muzieksite ESCDaily.